# FN FNX
FN FNX — самозарядный пистолет совместного бельгийско-американского производства, давший название одноимённой серии пистолетов. Производится в Колумбии (штат Южная Каролина, США) на заводах FN America (FN USA) — американском отделении бельгийской оружейной компании FN Herstal. Оружие производится с пометкой на затворе «Fredericksburg, VA», что соответствует месту, где была выдана лицензия на производство данного оружия. Выпускается в четырёх модификациях под патроны 9×19 мм Парабеллум, .40 S&W и .45 ACP.

## Общие характеристики
Все модификации этого пистолета имеют такие общие особенности, как флажковый двухсторонний предохранитель, двухсторонняя защёлка магазина и затворная задержка. Все модификации также оснащены прицелом 3 белыми или тритиевыми вставками, планкой Пикатинни и индикатором зарядки магазина с правой стороны. Новые модели изготовлены из жёсткого пластика, к ним прилагаются три магазина и две (с 2012 года четыре) сменные панели рукоятки. Рукояти отличаются толщиной, оформлением и цветами.

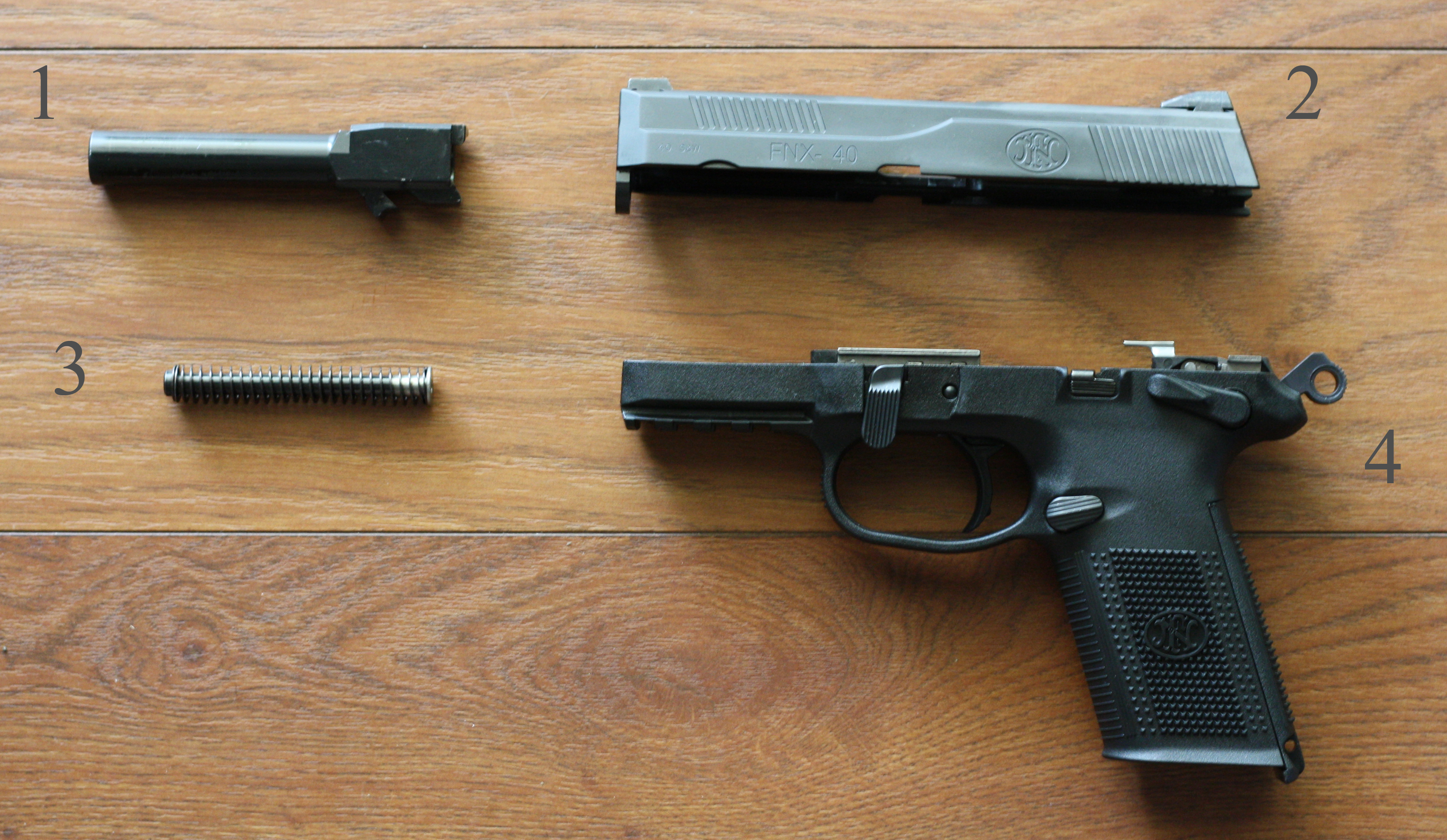
Неполная разборка FNX-40: 1 — ствол, 2 — затвор, 3 — затворная пружина, 4 — пистолетная рама

Неполная разборка осуществляется путём сдвига затвора назад, последующего поворота на 90 градусов по часовой стрелке фиксатора затвора и извлечения затворной задержки при аккуратном выдвижении затвора вперёд и последующем его извлечении. Для завершения разборки необходимо извлечь ствол и затворную пружину.

## Варианты
К началу октября 2012 года были разработаны только варианты FNX-9 и FNX-40, отличавшиеся затвором (матовый чёрный, из воронёной или нержавеющей стали). В начале октября был разработан вариант FNX-45, изготавливающийся из нержавеющей стали с различной отделкой. К нему прилагаются магазины с 12 отверстиями (отметки от 4 до 15), что позволяет стрелку точнее определять количество патронов в магазине. Для оригинального FNX изготавливаются магазины с двумя отверстиями (отметки цифрами 5 и 10), для FNX-40 — с тремя (5, 10 и 14), для FNX-9 — с четырьмя (отметки 5, 10, 15 и 17). Вариант FNX Tactical изготавливается под патрон .45 ACP и предусматривает установку прицела на затвор.

## Принцип работы
Автоматика пистолетов серии FNX основана на полусвободном затворе с коротким ходом ствола (как и для других похожих пистолетов). Разница в вариантах заключается в расстоянии между стволом и затвором, которое проходит затвор во время запирания и отпирания ствола — оно вдвое больше, чем в других самозарядных пистолетах. Это снижает отдачу за счёт большего момента пружины. Ударно-спусковой механизм — куркового типа, предусматривает одинарное или двойное действие. Механизм предохранителя аналогичен механизму в пистолете M1911. С предохранения оружие снимается при перемещении предохранителя вниз.

## Распространение на рынке
В отличие от пистолетов компаний Glock, SIG Sauer, Heckler & Koch и многих других, пистолет FNX не распространён в достаточной мере на рынке. Используется некоторыми правоохранительными органами США. Аксессуары и запчасти к нему производят лишь немногие компании. Некоторые из модификаций включают в себя изменённые по длине стволы, различные курки, предохранители и кобуры. Кобуры для FN FNX производятся компаниями White Hat Holsters, Blade Tech, KT Mech, Garrity Gunleather, CrossBreed, Safariland, SHTF, Alien Gear, Cascadia Kydex и Fobus.